# 宋楼镇 (丰县)
宋楼镇，是中华人民共和国江苏省徐州市丰县下辖的一个乡镇级行政单位。

## 行政区划
宋楼镇下辖以下地区：
宋楼社区、李大楼社区、郭楼社区、宋楼村、香田集村、李新楼村、姚庄村、毕楼村、杨楼村、王岗集村、渠坑村、李瓦房村、黄楼村、魏庄村、隋寨村、史大楼村、王连庄村、田楼村、前王庄村、李楼村、李大楼村、季庄村、辛庄村、刘王楼村、王平楼村、隋新庄村、潘庙村、菅庄村、草集村、许口村、荣庄村、祝楼村、孙洼村、东王楼村和郭楼村。